# René du Bellay
Pour les articles homonymes, voir Famille Du Bellay.
René Du Bellay, né vers 1500 et mort en août 1546 à Paris, a été évêque de Grasse, puis du Mans. Il était le quatrième des illustres frères Du Bellay (après Guillaume, Jean, Martin), issu de la branche des seigneurs de Langey ; il se distingua par son goût pour la physique, sa passion pour les jardins botaniques et par son zèle pour le soulagement des pauvres.
René du Bellay fut nommé abbé commendataire de Saint-Méen en 1532 et évêque du Mans en 1535. Il résigna son abbaye en 1539 et son évêché vers 1542 ; il mourut à Paris en 1546, et fut inhumé dans l’église cathédrale de cette ville — dont le cardinal Du Bellay, son frère, était évêque.
La légende veut qu'en 1543, lors de la mort de Guillaume Du Bellay, seigneur de Langey, trois personnages connus : Joachim Du Bellay, Ronsard et Peletier du Mans se soient croisés dans la cathédrale où étaient célébrées, par René Du Bellay, évêque du Mans, les obsèques de Guillaume.
Ce René Du Bellay ne doit pas être confondu avec le gendre de son frère Martin, René II Du Bellay (issu d'une autre branche de la même famille, celle des seigneurs du Bellay), qui épousa la fille de Martin, Marie Du Bellay, et qui fit publier les Mémoires de Guillaume et Martin Du Bellay, dont il signe la préface.